# 東方語学校
東方語学校（とうほうごがっこう）は、かつて京都法政学校（京都府京都市上京区清和院町口寺町東入中御霊）内に設置された私立語学学校。

## 概要
1900年（明治33年）に設立された「京都法政学校」内に、夜間の二年制語学学校として設立された。校長は京都法政学校学監で京都帝国大学初代書記官を勤めた中川小十郎、幹事は京都帝国大学書記官の清水政太郎が就任した。一学年は三学期制、日曜を除く週6日開講制で、授業は午後3時から5時まで行われた。週8時間の授業で、うち6時間を語学、2時間を近代史、地誌、植民政策の講義に当てていた。設立当初は「清語科（中国語）」、「露語科（ロシア語）」、「韓語科（朝鮮語）」の三学科制だったが、実際には韓語科は開校されなかったようである。設立初年度の学生数は清語科が約50名、露語科が約10名。設立翌年には英語科の増設を申請し認可を受け、実用英語の教授を行っていた。記録によれば、編入検定料2円。入学金1円。授業料月額1円。

## 設立の主旨
私立東方語学校規則第一章総則第1条
「本校ハ主トシテ東洋ノ近世語ヲ授ケ、東洋各地ニ於テ諸般ノ実務ニ従事セントスル者ニ適切ナル事項ヲ教授スル所トス」

## 職員（設立当初）
- 校長 中川小十郎
- 幹事 清水政太郎
- 教師 三井道郎[1]
- 教師 任文毅（任天知）
- 教師 花岡伊之助
  - 1905年（明治38年）には、狩野直喜が「時文」の講義を担当していた記録が残っている[2]。

## 年表
- 1903年（明治36年）10月 私立東方語学校開校（清語科、露語科、韓語科）
- 1904年（明治37年）1月 英語科増設認可
- 1904年（明治37年）7月 清語速成4ヶ月講習会設立
- 1904年（明治37年）8月 速成露語6ヶ月研究会設立（女子部も併設）
- 1904年（明治37年）11月 清語科 第一回卒業式
- 1908年（明治41年）12月 私立東方語学校閉鎖[3]